# Wadernik (potok)
Wadernik – potok, prawobrzeżny dopływ Mszanki o długości 3,62 km.
Potok płynie w Beskidzie Niskim.